# NGC 7799
NGC 7799 – gwiazda o jasności około 15m, znajdująca się w gwiazdozbiorze Pegaza. Skatalogował ją Heinrich Louis d’Arrest 7 listopada 1863 roku jako obiekt typu „mgławicowego”. Niektóre katalogi i bazy obiektów astronomicznych (np. SIMBAD) błędnie podają, że NGC 7799 to pobliska galaktyka LEDA 73156 (PGC 73156).